# Лисичкин, Владимир Александрович
Влади́мир Алекса́ндрович Лиси́чкин (род. 3 октября 1941, Ташкент, УзССР) — советский и российский экономист, политический деятель,  основоположник научной дисциплины прогностики, писатель, коллекционер.  
Кандидат Философских Наук, Доктор Экономических Наук (1974) профессор. Депутат Государственной Думы первого и второго созывов (фракция ЛДПР, 1993—1995).
Был заместителем Председателя Комитета по собственности, приватизации и хозяйственной деятельности. Член ЛДПР.

## Биография
Родился в Ташкенте в доме, принадлежавшем его родственнику, знаменитому хирургу и богослову (впоследствии причисленному Церковью к лику святых) епископу Луке (Войно-Ясенецкому). В 1958 окончил с серебряной медалью среднюю школу в подмосковных Люберцах, после чего семья переехала в Одессу.
- 1963 г. — окончание вечернего отделения Одесского политехнического института по специальности «полупроводники».
- 1960 г. — поступление в Киевский государственный университет, который окончил в 1965 г. по специальности «философия и обществоведение».
- 1963—1967 гг. — заведующий лабораторией п/я 62.
- 1967 — защита кандидатской диссертации «Предвидение как комплексная проблема современной науки»,
- 1967—1972 гг. — заведующий отделением Института электронных управляющих машин; в 1971 году подготовил к защите докторскую диссертацию «Методологические основы прогнозирования научно-технического прогресса».
- 1972—1974 гг. — заместитель директора ВНИПИНефть. В 1974 году защитил докторскую диссертацию «Системный анализ процесса прогнозирования научно-технического прогресса в планировании и управлении НИР и ОКР на уровне отрасли промышленности».
- 1974—1979 гг. — заместитель директора НИИ экономики Нефтегазстроя.
- 1979—1985 гг. — заведующий кафедрой, старший научный сотрудник Московского института управления им. С.Орджоникидзе.
- 1985—1987 гг. — заместитель директора ЦНИИ бытового обслуживания населения.
- 1987—1991 гг. — генеральный директор Центра научно-технической деятельности НПО «Прогностика» АН СССР.
- 1991—1993 гг. — президент научно-производственного концерна «Футурум».
- 1999-наст. время — президент фонда «Во Имя Святителя Луки».
- 2002—2004 гг. — профессор МГЛУ.
- 2005-наст. время — заведующий сектором экономики и социологии науки Института социально-политических исследований РАН.
- 2009-наст. время — профессор МГУ им. М. В. Ломоносова.
- 2008-наст. время — председатель Экспертного Совета по актуальным социально-экономическим и научно-техническим проблемам фракции ЛДПР Государственной Думы ФС РФ.

Тема докторской диссертации — «Прогнозирование научно-технического прогресса». Действительный член ряда российских общественных академий: Российской академии естественных наук, Российской инженерной академии, Международной академии информатики и информационных технологий, Международной академии инженерных наук. Академик-секретарь Российской академии экономических наук и предпринимательства. Академик Американской Академии наук (Сан-Франциско) и Болгарской академии наук. Автор более 50 книг и брошюр, более 200 статей по управлению отраслями народного хозяйства, научно-техническому прогнозированию и экологии. Работы были переведены на 18 языков.
Дважды исключался из КПСС — в 1972 и 1982 гг. В последний раз — с формулировкой: «за попытку размножения с целью распространения нарисованной мрачной картины развития советской экономики, науки и техники, которая могла быть использована для подрыва научно-технического сотрудничества с зарубежными странами».
Увлечения — живопись, музыка, путешествия.

## Публикации
- О процессе разработки прогнозов и его стадиях. — М.: [б. и.], 1968. — 11 с.
- О теоретико-информационном подходе к прогнозированию [Текст] / В. Лисичкин, Г. Зарубин. — М.: [б. и.], 1968. — 9 с.
- Прогнозирующая система ФЭЙМ в управлении научными исследованиями. — Киев, 1968. — 5 с. : ил.; 26 см. — (Новости науки и техники/ Гос. план. ком. Совета Министров УССР. Укр. науч.-исслед. ин-т науч.-техн. информации и техн.-экон. исследований).
- Прогнозирование в науке и технике. — М.: Центр. науч.-исслед. ин-т информации и техн.-экон. исследований приборостроения, средств автоматизации и систем управления, 1968. — 107 с. — (Обзорная информация).
- Библиография зарубежных и отечественных работ по научно-техническому прогнозированию / Сост. В. А. Лисичкин ; М-во приборостроения средств автоматизации и систем управления. Ин-т электронных управляющих машин. — Москва : Отд. прогност. и информ. исследований, 1968. — 77 с.;
- О прогнозирующих системах. — М.: Знание, 1969. — 58 с.
- Теоретические и методологические вопросы научно-технического прогнозирования. — М.: [б. и.], 1969. — 28 с.;
- Прогностика: Основные термины и понятия / В. А. Лисичкин, В. И. Каспин ; Гос. б-ка СССР им. В. И. Ленина. Науч.-исслед. отд. библиотековедения и теории библиографии. — М.: [б. и.], 1970. — 51 с.
- Отраслевое научно-техническое прогнозирование: (Вопросы теории и практики). — М.: Экономика, 1971. — 231 с.
- Теория и практика прогностики: Методол. аспекты. — М.: Наука, 1972. — 224 с.
- Отраслевое научно-техническое прогнозирование: (Вопросы теории и практики). — М.: Экономика, 1971. — 231 с.
- Теория и практика прогностики: Методол. аспекты. — М.: Наука, 1972. — 224 с.
- Прогнозирование научно-технического прогресса. - М.: Экономика, 1974. - 206 с. (в соавторстве с С. М. Ямпольским)
- Техника: прогнозы и реальность. — М.: Знание, 1977. — 64 с.
- Этюды о прогностике. - М.: Знание, 1977. - 96 с. (в соавторстве с М. Г. Давыдовым)
- Тайны предвидения: Прогностика и будущее. — М.: Сов. Россия, 1977. — 160 с. (в соавторстве с А. В. Белявским)
- Достижения советской техники : (О работах, удостоен. Ленинской премии). — М.: Знание, 1981. — 63 с.
- Принятие решений на основе прогнозирования в условиях АСУ. — М.: Финансы и статистика, 1981. — 111 с.; 21 см. — (Методы оптимальных решений). (в соавторстве с Е. И. Голынкером)
- Организация управления строительством в капиталистических странах. — М.: Стройиздат, 1987. — 290 с. (в соавторстве с М. И. Ковальским)
- Бытовое обслуживание: опыт братских стран. — М.: Знание, 1989. — 60 с. — (Новое в жизни, науке, технике. Торговля и быт. обслуж.; 4/1989). — ISBN 5-07-000377-1 (в соавторстве с В. В. Слотиным)
- Достижения современной техники. — М.: Знание, 1990. — 62 с. — (Новое в жизни, науке, технике. Техника; 9/1990). — ISBN 5-07-000571-5

Работы по глобальным проблемам мировой и национальной политики
- Закат цивилизации или движение к ноосфере. Экология с разных сторон. — М.: ИЦ Гарант, 1997 (в соавторстве с Л. А. Шелепиным и Б. В. Боевым)
- Россия во лжи. — М.: Акад. соц. наук, 1999. — 79 с. — ISBN 5-89935-001-6 (в соавторстве с Л. А. Шелепиным)
- Основы русского либерализма. — М.: Русь, 1999. — 206 с. — ISBN 5-89655-018-9
- Глобальная Империя Зла : [Новая геополит. расстановка сил]. — М.: Крым. мост-9Д : Форум, 2001. — 445 с. — (Великое противостояние). — ISBN 5-89747-033-2 (в соавторстве с Л. А. Шелепиным)
- Третья мировая (информационно-психологическая) война. — М.: Эксмо : Алгоритм, 2003. — 444 с. — (История XXI века : Прогнозы, перспективы, предсказания). — ISBN 5-699-01892-1 (в соавторстве с Л. А. Шелепиным)
- Россия под властью плутократии : [История черного десятилетия]. — М.: Алгоритм, 2003. — 478 с. — (Национальный интерес). — ISBN 5-9265-0083-4 (в соавторстве с Л. А. Шелепиным)
- Война после войны: информационная оккупация продолжается. — М.: Алгоритм : ЭКСМО, 2005. — 411 с. — (Итоги Второй мировой). — ISBN 5-699-13886-2 (в соавторстве с Л. А. Шелепиным)
- АнтиРоссия: крупнейшие операции Запада XX века. — М.: Эксмо, Алгоритм, 2011. — 224 с. (в соавторстве с Л. А. Шелепиным)
- США — Сатанинские Штаты Америки (на китайском языке). Пекин, 2012
- Национализация: крымский вариант. — М.: ИСПИ РАН, 2015. — 133 с. — ISBN 978-5-7556-0557-1 — 550 экз. (с соавторстве с К. В. Лисичкиным)

Работы по наследию Луки (В. Ф. Войно-Ясенецкого)
- Святитель Лука. Краснодарский отд. РБОФ. Крыловская, 1997.
- Святой Лука. — Краснодар : Совет. Кубань, 1999. — 319 с. — ISBN 5-7221-0261-X
- Святой Лука. — М. : Паритет, 1999. — 132 с. — ISBN 5-7852-0017-1
- Крестный путь Святителя Луки : Подлинные документы из архивов КГБ. — [М.] : Троицкое слово, 2001. — 445 с. — ISBN 5-222-02049-5
- Земский путь Святителя Луки. М.: Изд-во «Псалтирь», 2005.
- Архиепископ Лука в годы Великой Отечественной войны // Материалы церковно-общественной конференции «За други своя: Русская Православная Церковь и Великая Отечественная война», 24 марта 2005 г.. — М.: Издат. Совет РПЦ, 2005. — С. 55—70. — 152 с. — ISBN 5-94625-123-6.
- Лука, врач возлюбленный : жизнеописание святителя и хирурга Луки (Войно-Ясенецкого). — Москва : Издательский Совет Русской Православной Церкви, 2009. — 454 с. — ISBN 978-5-94625-307-9
  - Лука, врач возлюбленный: жизнеописание святителя и хирурга Луки (Войно-Ясенецкого). — Изд. 2-е. — Москва : Изд-во Московской Патриархии Русской Православной Церкви, 2013. — 454 с. — ISBN 978-5-88017-357-0
  - Лука, врач возлюбленный: жизнеописание святителя и хирурга Луки (Войно-Ясенецкого). — Изд. 2-е. — Москва : Изд-во Московской Патриархии Русской православной церкви, 2017. — 454 с. — ISBN 978-5-88017-357-0 — 5000 экз.
- Тамбовский путь Святителя Луки. М., Изд-во «Город», 2010.
- Жизнь и творчество В. Ф. Войно-Ясенецкого. Статья в книге В. Ф. Войно-Ясенецкого (Архиепископа Луки) «Очерки гнойной хирургии». М.: Изд-во «Бином», 2000.
- Военный путь святителя Луки (Войно-Ясенецкого). — Москва : Изд-во Московской Патриархии Русской Православной Церкви, 2011. — 222 с. — ISBN 978-5-88017-189-7
- Советская Голгофа Святителя Луки: размышления о столетии октябрьского переворота 1917 года. — Москва : Дашков и К°, 2017. — 254 с. — ISBN 978-5-394-02874-8 — 500 экз.
- Религия движет науку: философское наследие Святителя Луки (В. Ф. Войно-Ясенецкого). — Симферополь : Таврида, 2018. — 361 с. — ISBN 978-5-6040199-2-4 — 1000 экз.